# 1991年光明烟花厂大爆炸
1991年5月7日下午3时45分，位于马来西亚雪兰莪州双溪毛糯的光明烟花厂发生火灾并引发巨大爆炸。在这次灾难中，共有26人死亡，超过100多人受伤。爆炸的威力足以掀掉一些当地房屋的屋顶，并且最终损坏了超过200处住宅，甚至在距离现场7-8公里处都能有震感。
这起事件引起了广泛的本地和国际媒体报道，导致政府成立了皇家调查委员会（RCI）对该事件进行调查并完成报告。政府随后制定了相关法律、法规和指导方针，并于1994年在国会通过了《职业安全与健康法案》。由于烟花和爆竹被禁止，马来西亚全国的烟花工厂不得不停业一段时间。

## 背景
光明烟花厂位于双溪毛糯新村的一个农业区，距离居民区约30公里。该工厂成立于1973年11月26日，从1974年4月1日起进行烟花、爆竹等产品的进出口业务。工厂设施并未按照规定规格建造。原材料和成品都存放在光明烟花厂内，烟花和爆竹则是手工组装并在工厂内测试。工厂主要生产手持烟花、罗马烛光、喷泉和火箭等烟花爆竹。1977年5月24日，工厂管理层向八打灵再也警区主任提交了申请，要求在工厂存储爆炸物的许可证。
光明烟花厂曾在马来西亚贸易新闻杂志1989年第2期中被报道，该杂志由马来西亚贸易和工业部（现为国际贸易与工业部）下属的贸易与出口中心出版。杂志指出该公司参与爆炸物和烟花的生产，并提到龙达恒在推动光明烟花厂烟花业务发展中起到了重要作用。工厂的大部分产品出口到英国和其他欧洲国家。
自1978年以来，光明烟花厂一直在无有效许可证的情况下非法运营，并违法雇佣未成年工人。同年，该工厂从英国购买了6桶黄磷，但并未使用。公司最初在双溪毛糯的场地仅用于仓储，但后来扩展为工厂。香港的一家公司是光明烟花厂的两个主要股东之一，其他股东包括10位马来西亚个人、本地私人公司和新加坡公民。
据悉，该公司为其设施投保了约150万令吉的火险，而其工厂经理则享有5万令吉的个人意外保险。主要的保险承保人是东西方UMI保险公司，该公司是森那美集团的成员。此外，该工厂没有获得由八打灵再也市议会颁发的合格入住证（CF）。工厂股东和董事声称光明烟花厂自1977年以来一直合法运营。1991年事故发生前，工厂管理层曾告知马来西亚消防与拯救局（JBPM），工厂在1977年建造了一座临时仓库用于存储爆炸物。1990年11月，也就是事故发生的前六个月，光明烟花厂通过了马来西亚工厂和机械部门官员的检查，并获得“全部合格”标志。在1991年1月8日至4月30日期间，该工厂出口了价值157万令吉的商品。

## 爆炸和火灾
事故发生在1991年5月7日下午3:45（马来西亚标准时间），即开斋节后的第22天。当时，光明烟花厂内突然发生第一次爆炸。爆炸被认为是由于一名香港化学家在非指定区域进行烟花测试，火花点燃了附近存放的烟花和爆竹堆，导致更大规模的爆炸和火灾。由于工厂内没有足够的消防设备和早期灭火措施，火势迅速蔓延，情况变得难以控制。
第一次爆炸后约10分钟，发生了第二次爆炸。第三次也是最强烈的爆炸发生在下午4点，震动波及四公里范围。随后，20多次爆炸继续发生，烟雾从八公里外都能看到。工厂内数十名刚开始下午班的工人试图逃离，以免被烧死或在爆炸中受伤。
爆炸的威力震撼了周围地区，许多房屋倒塌或起火。双溪毛糯新村的一些居民因担心光明烟花厂再次爆炸，在当地的礼堂和社区中心过夜。此外，附近的几家工厂，包括一家动物食品厂、一家木材厂和一家食品染料厂也被烧毁。数十辆汽车和摩托车也在爆炸中被毁。这次爆炸还惊动了附近的居民和位于距离工厂仅约300米的双溪毛糯军营的士兵，爆炸甚至打破了七公里外的士拉央和斯里曼加拉住宅的窗户。
火势蔓延，居民和附近的人员纷纷逃离，以避免被飞溅的碎片和火焰所伤。未能及时逃离的人员最终受伤。在火灾期间，司机们紧急逃生，导致交通事故频发。一名女子在逃生时撞上了一辆车，头部受伤。
爆炸声渐渐减弱后，到处传来痛苦的呻吟声。数十名受害者血肉模糊，数百名群众涌向现场寻找失踪的亲人。他们焦急地向每个人询问有关工厂内亲人的消息，担心他们在这场悲剧中丧生。
看到烧焦的尸体和残缺的肢体被抬出被烧毁的工厂时，哭喊声更加凄厉。包括双溪毛糯军营、联邦直辖区、八打灵再也、白沙罗和莎阿南在内的8辆消防车赶到现场进行灭火和救援工作。
超过50名消防员在低水压、远距离消防栓、火势蔓延迅速、强风和多次爆炸的阻碍下，努力灭火。当消防队到达时，火势已蔓延至工厂附近的三所房屋。经过两个小时的奋力扑救，消防员最终成功控制了火势，防止其蔓延至其他房屋。
来自吉隆坡医院的9辆救护车和双溪毛糯医院的5辆救护车来回运送重伤者接受紧急治疗。公众的帮助下，有些满身是血的伤者被卡车和面包车送往医院。尽管火势已被扑灭，但由于担心工厂内的三个地下储存爆炸物的仓库会再次爆炸，消防员无法继续轻松搜救工作。两个仓库已经爆炸，留下了大约六米深的坑。
消防员和其他救援人员在工厂现场监控情况直到晚上。凌晨2点30分左右，工厂的几个部分再次起火，消防员不得不喷水灭火。到早上5点，没有再次发生爆炸。爆炸发生一天后，消防员在搜索行动中发现了21具尸体，其中包括一名香港化学家。初步检查还发现有83人受伤，分布在吉隆坡的几家医院接受治疗。警方还收到六名当地居民失踪的报告。此外，37间房屋和工厂以及七辆摩托车在事故中被毁。由于工厂没有每日考勤记录，且有些工厂附近的工人受伤或未报到，警方难以确定失踪工人的具体数量。
在第三天的搜索中，由于下午2点30分的一小时暴雨导致现场发生化学反应，释放出有毒气体，救援队面临新的威胁。约200名救援人员被命令撤离现场，以避免健康受到影响和防止意外发生。然而，有毒气体的扩散导致50多名救援人员呼吸困难，面部、手和身体因接触有毒气体而肿胀和发痒。在事故发生的第六天，工厂附近的居民报告在清理工作中闻到臭味。
救援行动继续进行，救援人员必须佩戴防毒面具和特殊服装。救援队还使用两台推土机清理工厂现场。5月16日，政府启动了“竹火行动”以清理和转移工厂的化学残留物。在该行动中，救援人员在爆炸现场发现了几具被烧成骨架和头骨的尸体，死亡人数上升至26人。尽管已过去数天，有毒气体仍未消散，甚至继续扩散至附近居民区。七名救援人员因吸入有毒气体而昏迷。事故发生第11天，现场仍出现余烬，但被立即扑灭。

## 死伤和影响
在这起事件中，共有26人死亡，103人受伤，部分受害者烧成灰烬，无法辨认身份。光明烟花厂爆炸导致46间房屋被毁，149间房屋受损。在被毁的房屋中，28间由房主自住，18间由租户居住。大约260人因房屋被毁而无家可归。在受损的房屋中，120间由房主及其家人居住，另外29间出租房屋也遭受了不同程度的损坏。事件发生后，光明烟花厂位于万挠和乌鲁冷岳的两家子公司被勒令关闭。
雪兰莪州政府成立了双溪毛糯火灾援助基金，初期拨款1万令吉用于帮助火灾中的受害者家庭。截至1991年6月1日，该基金已募集捐款833,538.45美元。马来西亚红新月会在双溪毛糯社区山设立了一个安置中心，帮助受爆炸影响的受害者和村民。社会保险机构（PERKESO）收到了大约150名在光明烟花厂工作的人员名单。根据八打灵再也PERKESO分局主任Jothi Kandan的说法，该公司将包括临时工在内的约150名员工的详细信息提交给位于吉隆坡的办事处，但名单中未明确说明哪些人受伤或死亡。PERKESO还宣布，将向此灾难的受害者家属支付赔偿金和家属福利，即使他们的名字未在该机构注册。
1991年10月，在灭火周活动期间，消防部门首次向公众展示了光明烟花厂爆炸和火灾的视频和照片。此次事件导致全国的烟花工厂被迫关闭，燃放烟花被禁止。危险物质处理（HAZMAT）小组于1992年10月29日成立，1994年《职业安全与健康法案》在国会通过。

## 调查及政府回应
皇家调查委员会（RCI）成立，对此次事故进行全面调查。RCI调查报告的结果显示，工厂管理层违反了多项法律法规，在农业用地上设立烟花工厂，无制造许可证运营工厂，未经许可或合法许可证进口原材料，未经许可存储爆炸物，并且未经许可出口烟花产品。调查还发现，工厂的火灾起源于测试待售烟花的实验室。同时，人力资源部调查了关于光明烟花厂雇佣未成年工人的报告。
1991年5月11日，一组环境部官员开始对光明烟花厂周围地区的烟雾进行毒性测试。测试结果显示，化学烟雾对健康无害。内政部表示，只有在通过地方当局申请时，才会知道制造爆炸物等危险品的情况，因为警察部门的代表在地方当局的董事会中担任职位。时任内政部副部长美格朱聂在被问及光明烟花厂是否申请制造烟花时表示不确定，但认为应由皇家调查委员会进行详细调查，以便更清晰地了解情况。
由于健康警告涉及接触有毒化学物质，马来西亚皇家警察决定在光明烟花厂的搜查行动中“缓慢进行”。警察继续调查在事故中被困的工人数量。刑事调查部主任莫哈末·扎曼·汗（Mohd Zaman Khan）表示，关于事发时在厂内的工人实际人数存在矛盾的说法。据称，一名工人向警方报告称，工厂内大约有160人。他还补充说，光明烟花厂的业主可能因非法存储爆炸物而面临法律行动。
司法部长赛哈密保证，政府将追究光明烟花厂火灾事故的责任人。他表示，公众不必担心成立皇家调查委员会调查火灾，因为政府真诚地维护他们的利益。赛哈密认为，反对党不应借此机会增加他们的影响力。时任首相马哈迪·莫哈末呼吁重新审查所有涉及有毒和危险化学品的危险工业，以防类似光明烟花厂爆炸事故再次发生。马哈迪也在事发后到场视察和慰问灾黎。
光明烟花厂事故发生后，1991年5月13日，联邦直辖区小贩和小商协会（PPPKWP）要求内政部撤销对烟花爆竹商贩的法律行动。12名律师代表光明烟花厂灾难的受害者提起诉讼，政府及其他责任部门和当局也被列为被告。马来西亚人民党主席赛胡先阿里表示，首个选择案件将在未来15天内提起诉讼，其他诉讼随后进行。他还表示，来自全国各地并自称“公共利益律师”（API）的律师已自愿代表受害者提供法律服务。
2006年，光明烟花厂爆炸事故遇难者的案件在15年后结案。共有118人因失去亲人而对政府提起诉讼要求索赔。所有涉案遇难者家属也向工厂主陈光兴索赔他们损失了总计3万令吉的财产。雪兰莪土地与矿产局局长、八打灵再也市议会和马来西亚政府作为第二、第三和第四被告在无需承认责任的情况下分别支付的总赔偿金作为一般和特殊损害赔偿的最终全额支付。

### 赔偿
1991年8月1日，雪兰莪州政府从双溪毛糯火灾援助基金中拨出131.9万令吉中的112万令吉，用于帮助和赔偿在光明烟花厂爆炸中受影响的家庭和受害者。10月22日，社会保险机构（PERKESO）收到了来自光明烟花厂火灾受害者及其家属的84项赔偿申请。其中72项申请是临时残疾赔偿，59项申请获得了临时残疾福利。